# Дисни Ченъл
Канал „Дисни“ (на английски: Disney Channel) е американски канал, който стартира на 18 април 1983 и чиято централа е разположена на Уест Аламеда Авеню в Бърбанк, Калифорния. Каналът е собственост на Disney-ABC Television Group подразделението на The Walt Disney Company под президентството на Ан Суини. След години, други държави започват да стартират свои версии. Има голям брой кабелни и сателитни телевизионни канали по света Disney Channel, фокусирани върху телевизионните програми за деца, като се излъчват както оригинални сериали и дългометражни ТВ филми, така и предавания на други фирми. Каналът в САЩ се представя предимно като детски, но в последно време е станал популярен и сред по-широка публика (най-често тийнейджъри, а понякога и възрастни). Disney Channels Worldwide е глобално портфолио от повече от 90 телевизионни предавания, излъчвани в 160 държави и на повече от 30 езика. Търговските марки включват Disney Channel, Disney XD, Playhouse Disney, Disney Cinemagic, Hungama TV и Radio Disney. Disney Channels Worldwide е понастоящем управляван от Президента Каролина Лайткеп. От 21 септември 2017 логото е сменено в лилав цвят.

## История

### Disney Channel: Началото (1983 – 1997)
През 1983 The Walt Disney Company обявява, че ще създаде кабелен канал, който да забавлява семействата с магията на Дисни през годините. Disney Channel е образуван в късната 1982 под лидерството на президента Алан Вагнер. Каналът стартира на национално ниво на 18 април 1983 в 7 сутринта източно време със сериала Добро утро, Мики!. По времето на първото си пускане, Disney Channel e платен канал, който е излъчван 16 часа в деня, от 7 сутринта до 11 вечерта източно време (подобно на настоящото излъчване на Cartoon Network в България). През април 1984 каналът удължава времето си излъчване на 18 часа, чрез още два часа към нощната си програма.
Някои от предаванията, излъчвани по време на дневната програма на канала са Welcome to Pooh Corner („Добре дошли в къта на Пух“) и You and Me Kid (бел. пр „Аз и ти приятел“) заедно с няколко чуждестранни сериали и филми, включително Астерикс, The Racoons („Енотите“), Мечето Падингтън, както и австралийския уестърн Five Mile Creek („Поток дълъг пет мили“), а нощната програма включва The Adventures of Ozzie and Harriet („Приключенията на Ози и Хариет“). Потребителите получавали месечна програма, но тази политика бива закрита няколко години по-късно. Каналът получава специално обръщение през 1984 от президента на САЩ Роналд Рейгън. На 1 декември 1986 Disney Channel започва 24-часово излъчване.
В началото на 1986 музикалният сериал Kids Incorporated, в който се разказва за банда деца (по-късно младежи), които сформират собствена поп група, смесвайки ежедневни ситуации с различни изпълнения в стил шоу и музикални видеоклипове, става хитов за канала. По време на деветгодишното му излъчване, много нови звезди се раждат чрез участията си в него и музиката към него – включително Martika, бъдещите звезди от Party of Five („Група от петима“) Скот Улф и Дженифър Лав Хюит, и Стейси Фъргюсън, преди да стане известна като като Фърги от Black Eyed Peas.
В ранните месеци на 1989 по каналът се завръща една от ранните емблеми на Disney Channel чрез The All-New Mickey Mouse Club, което става абсолютен хит веднага и доказва, че формулата на Дисни за разнообразие в предаванията все още работи. Последната версия съдържа и елементи от класическото предаване като тематични дни и мускетарски якета, но музиката и някои детайли от сценария са осъвременени. MMC има постоянна публика, съставена от предимно деца. Предаването бележи и началото на кариерите на много бъдещи звезди като Кристина Агилера, JC Chasez, Райън Гослинг, Джъстин Тимбърлейк, Бритни Спиърс, Кери Ръсел и други. До 1995 година Disney Channel се гледа в над 8 милиона домакинства в САЩ. 

### Zoog и Vault Disney (1997 – 2002)
През 1997 (още през 1994 на някои места) Disney Channel започва да се променя от платен канал на предлаган чрез обикновена кабелна телевизия с разширени възможности. Промените траят официално до 2000 година (на някои места до 2004). Именно по това време каналът започва да набира популярност и зрители. След 1997, той стартира излъчването на откъси по цяла седмица четири пъти в годината, по примера на HBO, Cinemax, Showtime и Starz. Въпреки че Disney Channel спира да бъде платен канал, Националната Кабелна и Телекомуникационна Асоциация продължава да класира популярността му сред потребителите на едно и също място с тази на платените канали, а не с тази на обикновените кабелни телевизии.
Отново през 1997 от Дисни подновяват облика на канала и премахват определителния член от името (частицата „the“ в името на английски). Освен това разделят символично канала на три части: Playhouse Disney, който излъчва предавания за юноши; Трезор на Дисни, който включва класически Дисни материали като Зоро, The Mickey Mouse Club, Walt Disney anthology television series, стари класики и бонуси като The Love Bug; и най-особеният, излъчван от следобед до късна вечер, Zoog Disney. За водещи Zoog използва герои, наречени Zoogs, които приличат на роботи, но имат човешки гласове. Блокът е въведен през 1998, малко след учреждаването на Toon Disney. От септември 2001 до август 2002 цялата поредица предавания през уикендите (без тази на Playhouse Disney и Vault Disney) е наречена „Zoog Weekendz“ („Zoog уикекнди“). Оригиналният вид на Zoog-роботите е двуизмерен, но през 2001 те биват обновени и придобиват по-триизмерен вид и зрели гласове. Въпреки това, роботите са извадени от ефир след по-малко от година.
Освен всичко останало, през 1997 е въведено и ново лого на канала, представляващо Мики Маус от тридесетте години на черен фон във формата на главата му. По същото време Disney Channel въвежда рекламна пауза в програмата си (предимно реклами на филми и предавания). Оригиналните продукции на Disney Channel по това време започват с Flash Forward през 1997 и продължават с предавания и филми като Известният Джет Джаксън, Толкова странно, Лизи Макгуайър и Ким Суперплюс, както и много други.

### Disney Channel: Подновен (2002 – 2007)
През септември 2002 Disney Channel започва да бъде постепенно обновяван. Първо, Zoog блокът бива премахнат от програмата на канала и оставен да съществува единствено като отделен уебсайт, който е слят с официалния Дисни уебсайт в началото на 2003. След това, на 9 септември 2002, Vault програмата е прекъсната в полза на повторения на оригинални продукции и други. Оригиналните филми, излъчвани дотогава в прайм тайм, стават само един на вечер, вместо два. Каналът се насочва към комедийни сериали и анимации за сметка на досегашните драма и риалити продукции. От трите отделни програмни канали, въведени през 1997, остава само Playhouse Disney, който е прекръстен на Disney Junior през 2011.
През 2004 Ан Суини, ветеран в управляването на кабелни телевизии, поема контрола върху Disney-ABC Television Group и успешно превръща Disney Channel в „основния доходоносен проект на компанията“. До 2008 Condè Nast Portfolio има възможността да отбележи, че каналът „добавял милиони хора към зрителите си месечно – всеки месец – за последните пет години“ и освен това го нарича „най-големият тийнейджърски инкубатор откакто NBA спря да привлича гимназистите“. Успешната стратегия на Суини е да открие, развие, популяризира и агресивно рекламира тийнейджърски музикални звезди, чийто стил и имидж са внимателно насочени към юношеската и тийнейджърска среда.
Новата политика на Суини поставя началото на големия период от време, в който Disney Channel бързо набира популярност и зрители и започва да се конкурира с друг подобен канал, Никелодеон. По същото време, той започва да събира зрители от категории извън тези, които представляват основна цел, и да създава поп идоли от тийн звездите си.
През 2003 Disney Channel пуска първия си мюзикъл, пригоден за кабелна телевизия, Чита гърлс, който има 84 милиона зрители по света. Успехът му води до създаването на други подобни продукции като оригиналния филм Училищен мюзикъл и оригиналния сериал Хана Монтана. През 2005 Това е така Рейвън става най-високо оценяваният сериал на канала, както и първият оригинален сериал на Disney Channel, който има повече от 65 епизода. Предаването достига 100 епизода и е първото, което има продължение (Кори в къщата, който е спрян преждевременно през втория си сезон). 2006 е годината на дебюта на хитовия оригинален филм Училищен мюзикъл и хитовия сериал Хана Монтана, който поставя началото на кариерата на звездата Майли Сайръс, дъщерята на популярния певец Били Рей Сайръс, който също участва в сериала. Премиерата на епизода That's So Suite Life of Hannah Montana, който е кросоувър на предаванията Това е така Рейвън, Хана Монтана и Лудориите на Зак и Коди, е на 28 юли същата година.

### Disney Channel Днес (2007-)
През 2007 Disney Channel намалява броя на филмите и сериалите, които пуска в премиера, до четири оригинални филма и два сериала на година. Най-успешният оригинален филм за 2007 става Училищен мюзикъл 2 със 17,2 милиона зрители. Каналът изоставя програмите си за делничните следобеди и тези през уикендите, за да започне пет часова (по-късно шест, сега отново пет) програма, включваща блокове от оригинални сериали, която се мени всеки ден.
Предаването, което следва, започва да бъде обявявано в горната част на екрана след паузата за реклами, вместо след края на шоуто, а следващите две и настоящото – на лента в долната част на екрана. Малко подобрена версия на това е въведена през септември 2008.
През 2007 дебютират два нови сериала – продължението на That's So Raven, Cory in the House, което е спряно преждевременно през втория си сезон, и популярния Магьосниците от Уейвърли Плейс (Wizards of Waverly Place) с участието на Селена Гомез, Дейвид Хенри и Джейк Т. Остин. 2008 е годината на премиерите на Финиъс и Фърб (Phineas and Ferb) и продължението на Лудориите на Зак и Коди – Корабните приключения на Зак и Коди (The Suite Life on Deck), заедно с тези на оригинални филми като Кемп Рок (Camp Rock), Minutemen и The Cheetah Girls: One World. The Suite Life on Deck става най-гледаното и популярно предаване за 2008 сред средите на деца от 6 до 12 години и тийнейджъри до 14 години. 
През 2009 Disney Channel стартира два нови сериала – Съни на алеята на славата (Sonny With a Chance) с участието на Деми Ловато през февруари и Джонас (JONAS) с участието на Джонас Брадърс през май. Новите филми през същата година включват: Dadnapped, Hatching Pete, Princess Protection Program и Магьосниците от Уейвърли Плейс: Филмът. Магьосниците от Уейвърли Плейс: Филмът освен това става най-високо оценяваното и най-гледаното предаване на 2009 (с изключение на спортни събития) с 11,4 милиона зрители, което го прави и втория най-гледан оригинален филм на Disney Channel в историята. Премиерата на специалния кросоувър Wizards on Deck with Hannah Montana (между Магьосниците от Уейвърли Плейс, The Suite Life on Deck и Хана Монтана) също побеждава всякаква конкуренция във вечерта на премиерата си с 9,1 милиона зрители (ставайки най-гледаните епизоди на Магьосниците и On Deck). През октомври 2009 каналът пуска нов късометражен сериал, наречен „Have a Laugh!“. Четири до пет минутните епизоди включват преработени части от класическите Дисни анимации. Първият излиза на 26 октомври 2009.
Новото и настоящо лого на телевизията е въведено на 7 май 2010. То включва предишното лого (очертанията на главата на Мики Маус) вписано в правоъгълна кутия, наподобяваща приложение за смартфони. През юни Disney Channel въвежда нова мелодия като свой лозунг/мото, „It's On!“, като част от програмата им за Лято 2010. През 2010 каналът пуска в ефир първото си предаване, официално насочено към семейна публика, Късмет, Чарли! (Късмет, Чарли!, излъчван и в България), както и последния, четвърти, сезон на Хана Монтана, Hannah Montana Forever, който ще има 11 епизода и един последен, едночасов епизод. Пуснат е и втория сезон на JONAS, Jonas L.A.. От Disney Channel са планирали четири филма за 2010, два от които са излезли: Звезден сблъсък, с участието на Стърлинг Найт, Даниел Кембъл и Брендън Майкъл Смит, и Den Brother, с участието на Хъч Дейно. До края на годината се очакват премиерите на Camp Rock 2: The Final Jam (3 септември по Disney Channel САЩ) и Avalon High. Други два филма за телевизия, създадени заедно с канадска телевизия, са вече излезли: Harriet The Spy: Blog Wars, с участието на Дженифър Стоун, и 16 Wishes, с участието на Деби Райън.
Есента на 2010 е дебюта на два нови сериала – анимацията Риби Тийнейджъри и сериала Раздвижи се с участието на Бела Торн и Зендая. Юни 2011 в САЩ започна сериала „Фермата ГОТ“ Фермата ГОТ. В края на 2011 в САЩ започнаха новите тийн сериали Джеси и Остин и Али
Есента на 2012 година в САЩ започва излъчване „Куче с блог“ Куче с блог. А лятото 2013 година стартира Лив и Мади.

## Продукции на Disney Channel
Настоящите продукции в излъчване на Disney Channel включват Хана Монтана, Магьосниците от Уейвърли Плейс, Корабните приключения на Зак и Коди, Съни на алеята на славата, Джонас, Късмет Чарли! и Финиъс и Фърб (става дума за програмата на Disney Channel в САЩ). Освен това по канала се излъчват и повторения на прекъснати и други Дисни предавания като Кори в къщата, Лудориите на Зак и Коди, Лило и Стич: Сериалът, Това е така Рейвън и Гордо семейство. Късометражни епизоди се пускат предимно в Playhouse Disney блока, докато музикални клипове на изпълнители на Walt Disney Records или Hollywood Records (пълната версия на тези клипове обикновено е излъчвана само на премиерата на видеото или между предавания – кратки версии вървят по време на рекламните паузи).
Disney Channel продуцира и излъчва предимно ситуационни комедии (sitcoms), насочени към тийн момичета, както и известен брой анимации за юноши. Въпреки това към 2010 единственото анимационно предаване, чиито епизоди биват излъчвани за пръв път по канала, е Финиъс и Фърб (въпреки че сериите първо се появяват по Disney XD). Сериали на Walt Disney Television и на компании извън нея заемали по-голямата част от програмата на канала преди време, но днес, с фурора, причинен от Оригиналните Сериали на Disney Channel, тези сериали са почти напълно изчезнали от нея.
През осемедесетте и деветдесетте години в излъчване са и специални предавания, които включват оригинални Disney анимации (които са създавани широко, докато самият Уолт Дисни е все още жив). Те са почти изцяло премахнати от програмата след 2000 годината, но присъствието им е подновено през 2009 с късометражните Have a laugh!.
Някои от предаванията на Дисни като Хана Монтана и Лизи МакГуайър сякаш се обръщат специално към тийнейджърките. Други продукции, като например Арън Стоун и други подобни, излъчвани по Disney XD, се обръщат предимно към тийн момчета.
Повечето Дисни сериали обикновено имат не повече от 6 актьора на договор и от 6 до 8 души като екип (по-рядко от 8 до 11). Сериалите са записани върху видеокасета и по-късно е добавен симулирания филмов ефект. Освен това използват ситком-формата, в който на заден план се чува публика и смях.

### Програмни блокове

#### Disney Jr.
Настоящият блок на Disney Channel, насочен към деца в предучилищна възраст, Playhouse Disney, е излъчван от 4 сутринта до 2 на обед през делничните дни и до 11 на сутринта през уикендите. През летните месеци блокът продължава само до 11 часа през делничните дни. Към 2010 единственото предаване в блока, включващо класически Дисни герои е Клубът на Мики Маус (Mickey Mouse Clubhouse).
Други продукции са Специален агент Осо, Усмихнати умници, Майстор Мани, Айнщайнчета, Кръстовище в джунглата и Моите приятели Тигър и Мечо Пух.
На 26 май 2010 е обявено, че Playhouse Disney ще бъде преименуван на Disney Junior, а на 5 ноември 2010 става ясно, че това ще се случи през февруари 2011. Новата мрежа ще се отдели като самостоятелен канал през 2012, ставайка пряка конкуренция на Nick Jr. на Никелодеон и подобни.

#### Уикенд вечери
Disney Channel излъчва първите няколко от най-новите епизоди на някой от сериалите си в специални вечери, наречени тематично „Disney Channel (ден от седмицата) Night“. Петъчните вечери обикновено включват Корабните приключения на Зак и Коди, Магьосниците от Уейвърли Плейс и Финиъс и Фърб. Докато понастоящем програмата за събота вечер не е постоянна, в неделя Хана Монтана, Съни на алеята на славата, Късмет, Чарли! и Джонас обикновено имат постоянно мяст през вечерите, въпреки че първите три се излъчват редовно и през седмицата.

### Сезонни програмни блокове

#### Лято
Лятната програма на Disney Channel за 2010 е наречена Rock Out Summer или „It's On!“ и продължава от 28 май до 12 септември 2010. Предишните лета са наричани следователно:
- 2009 – Summer of Stars (29 май – 7 септември 2009)
- 2008 – Totally Rockin' Summer! (17 май – 7 септември 2008)
- 2007 – Summer! (24 май – 7 септември 2007)
- 2006 – So Hot Summer! 2006 (1 юни – 31 август 2006)
- 2005 – So Hot Summer! 2005 (10 юни – 31 август 2005)
- 2004 – Raven's Psychic Summer (21 юни – 31 август 2004)

#### Хелоуин
Всяка вечер през октомври по Disney Channel се излъчват тематични предавания и филми в чест на Хелоуин. От 2006 насам са издадени много филми, създадени специално за Хелоуин, като например Вещици близначки или Търсачи на духове. Освен това каналът прави и априлски Хелоуин като излъчва тематичните филми през април. Традицията е популяризирана през 2010.

#### Новогодишни събития
Звездите на Disney Channel участват в новогодишни Дисни събития всяка година в деня преди настъпването на новата. На този ден по каналът върви маратон от един от сериалите. Традицията се заражда още през Zoog ерата на канала, през 2000 година. Последната новогодишна вечер с подобни събития започва на 31 декември 2009 и завършва на 1 януари 2010 под името Disney Channel's New Year Star Showdown 2009. Новогодишните Дисни вечери от предните години включват:
- 2008 – 2009 – Totally New Year 2008 (31 декември 2008 – 1 януари 2009)
- 2007 – 2008 – Happy U Year 2007 (31 декември 2007 – 1 януари 2008)
- 2006 – 2007 – New Year Sing Along Bowl-Athon 2006 (31 декември 2006 – 1 януари 2007)
- 2005 – 2006 – Totally Suite New Year's Eve 2005 (31 декември 2005 – 1 януари 2006)
- 2004 – 2005 – New Year's Eve House Party 2004 (31 декември 2004 – 1 януари 2005)

#### Игрите на Disney Channel
Игрите на Disney Channel са за пръв път проведени през 2006 и оттогава включват звезди от продукции (сериали и филми) на Дисни, като се провеждат в спортния комплекс на Walt Disney World Resort в Орландо, Флорида. След първото им провеждане, през 2006, игрите включват звезди от цял свят, заради което е добавен Жълт отбор (към Синия, Зеления и Червения) на събитието през 2008. През 2008 игрите включват четири отбора: Cyclones (Циклони), Comets (Комети), Lightning (Светкавица) и Inferno (Инферно). Игрите през 2008 са последните към днешна дата. През 2009 събитието не е провеждано и не е планирано да се провежда през 2010.

### Филмотека
По един филм, незадължително такъв, който е бил пускан и по кината, е излъчван всеки следобед и почти всяка нощ през седмицата. Disney Channel излъчва направени за телевизия филми, наречени Disney Channel Original Movies (Оригинални филми на Канал Дисни), между 4 и 6 пъти в годината, като именно тези филми са често излъчвани в праймтайм времето. Продукцията на тези оригиални филми започва през 1997 с филма Северно сияние. Броят на създадените такива на година се увеличава от 2 през 1997 до 3 през 1998, чак до 12 през 2000, която е и единствената година с дебютиращ филм всеки месец.
Училищен мюзикъл 2 е най-успешния оригинален филм на Disney Channel и по популярност, и по спечелени награди. Във вечерта на премиерата си през август 2007 филмът поставя рекорд за най-гледана продукция на кабелна телевизия със 17.2 милиона зрители. Този рекорд е подобрен единствено от мач по американски футбол през декември 2007 със 17.5 милиона зрители (въпреки това филмът остава най-гледания телевизионен филм). Филмите Чита гърлс също е един от много успешните филми на Disney Channel, както и първият мюзикъл телевизионен филм на канала. Първата част е гледана от 84 милиона души по цял свят, но втората е най-успешна с 8.1 милиона зрители в САЩ. Екипът на филма прави турне с 86 концерта, което се нарежда в топ 10 на турнетата на 2006. В Houston Rodeo турнето подобрява рекорд, поставен от Елвис Пресли през 1973. Продават се 73 500 билета за три минути.
През различни периоди от време Disney Channel излъчва и филми, които не са Disney продукции, включващи такива на Warner Bros., NBC Universal, Sony Picturesи 20th Century Fox, както и други.
Между 1986 и 1998 филмите съставляват по-голямата част от програмата на Disney Channel. Днес филми биват излъчвани през уикендите, всеки следобед и в праймтайм времето от понеделник до четвъртък. През последните години повечето по-ранни филми на канала (правени между 1997 – 2002) са рядко излъчвани, с изключение на някои с празнична тематика. През 2009 каналът започва излъчването на някои от тези по-стари филми през нощта. Всеки оригинален филм обикновено бил пускан по два пъти един след друг в деня на премиерата си, но тази традиция е прекъсната през 2006 с дебюта на High School Musical. Въпреки това някои филми все още биват повтаряни през уикендите след петъчната си премиера (единствените изключения са Хариет шпионката, Звезден сблъсък, Отвлякоха татко и Кемп рок).
Отчасти защото каналът не излъчва реклами по време на филмите си, те често не запълват предвиденото за тях време в програмата. В такива случаи остатъка от времето е попълнен от епизод на оригинален сериал на Disney Channel за филми с продължителност между 90 и 100 минути, епизод на късометражен сериал за филми до 105 минути и музикален клип, реклама или още по-кратки сериали за филми, по-дълги от 105 минути.

## Оценки
През май 2010 Nielsen ratings поставя Disney Channel на първо място за 63-ти пореден месец като най-популярен сред деца от 6 до 11 години и за 62 пореден месец за юноши от 9 до 14 години (за САЩ). Каналът е оценен като втория най-гледан кабелен канал през праймтайм времето сред цялостната аудитория в САЩ след USA Network.
Излъчвани за пръв път епизоди на Корабните приключения на Зак и Коди, Магьосниците от Уейвърли Плейс и Късмет Чарли през май 2010 правят 6 от топ 10-те излъчвания на канала за ключови демографски райони, като Финиъс и Фърб става №1 анимация за деца от 6 до 11 и юноши от 9 до 14 по телевизията, а Клубът на Мики Маус участва в топ 10 на предавания за деца от 2 до 5 години.

## Свързани канали

### Настоящи канали

#### Disney XD
Каналът в САЩ е насочен предимно към момчета от 7 до 14 години. Установен е на 13 февруари 2009 и започва да излъчва екшън и комедийни предавания от Disney Channel и бившия Toon Disney, както и от блокове по Jetix и отделни програми, създадени специално за канала. Каналът носи името на плейър и мини-сайт в уебсайта Disney.com, като XD е съкращение за Xtreme Digital, въпреки че се твърди, че XD няма някакво собствено значение в името на канала.

#### Disney Jr.
На 26 май 2010 Disney-ABC Television Group обявява основаването, планирано за началото на 2011, на нов канал, чиято насоченост ще бъде предимно към деца в предучилищна възраст и който ще се стреми да се конкурира с други детски кабелни телевизии. Каналът, който е кръстен Disney Junior, ще излъчва предавания от вече съществуващия набор детски предавания на Disney както и пълнометражни филми на Walt Disney Pictures. Настоящият блок Playhouse Disney по Disney Channel и още 22 съответни мрежи в държави по света ще бъде изтеглен със стартирането на Disney Junior. На 23 януари 2013 година е започнало отделно излъчване на Disney Junior от Disney Channel чрез нов канал.

### Бивши мрежи

#### Toon Disney
Toon Disney е телевизионен канал, чието излъчване започва на 18 април 1998 и чиято насоченост е предимно към деца и юноши на възраст между 6 и 12 години, който излъчва повторения на анимации на Disney и други компании. През 2002 каналът пуска нощния си блок, наречен Jetix, който е насочен към деца на възраст 7 – 14 години и програмата му включва екшън сериали. През първата година на Toon Disney, Disney Channel периодично пуска откъси от предавания, излъчвани по него, за да привлече вниманието на заинтересовани зрители. Мрежата спира излъчването си на 13 февруари 2009, за да бъде заместена от насочения главно към момчета Disney XD.

### Други услуги
- Disney Channel HD е HDTV формат на Disney Channel, излъчващ известно количество от продукциите на канала в 720р HD. Започва излъчването си на 19 март 2008.

- Disney Channel On Demand е услугата на Disney Channel, която предоставя възможността за гледане на някои продукции на канала преди официалната им премиера.

## Критики
Disney Channel е открито критикуван от различни страни заради настоящата си политика на продукциите. Експерти отправят критики основно към това, че каналът се е отдпръпнал дотолкова от традиционните герои на компанията-майка, The Walt Disney Company, Мики Маус, Гуфи, Доналд Дък и други, че някои големи фенове казват, че каналът вече не е Disney канал. Други експерти не одобряват стратегията за маркетинг на Ан Суини, президента на ABC-Disney, която поставя насоченост на канала предимно към момичета в тийнейджърска възраст или по-малки. Освен това Суини заявява, че основната цел на Disney Channel e не да забавлява зрителите си, а да носи пари на компанията.

## Лозунги
- Everything You Ever Imagined and More („Всичко, което някога сте си представяли и още“; 18 април 1983 – септември 1983)
- Family Entertainment You Can Trust („Забавление за семейството, на което може да разчитате“; септември 1983 – 1985)
- For the Family. All of It. („За семейството. Цялото“; 1985 – 1986)
- Disney's Our Channel („Дисни е нашият канал“; 1986 – 1988)
- America's Family Network („Семейния канал на Америка“; 1988 – 1997)
- Our Stars, Your Place. Everyday. („Нашите звезди, вашият дом. Всеки ден.“; 1997 – 2002)
- Express Yourself („Изрази себе си“; 2002 – 31 декември 2007)
- Made Just for You („Направено точно за теб“; 2002 – 2009)
- Dreams Come True („Мечтите се сбъдват“; 2009)
- Believe in Yourself („Повярвай в себе си“; 1 януари 2010 – 2 февруари 2010)
- Follow Your Dreams („Следвай мечтите си“; 2 февруари 2010 – 28 май 2010)
- It's On! (28 май 2010 – 7 септември 2010)
- The Best Place To Be. („Най-хубавото място.“ 7 септември 2010 – 2011 г.)

## Присъствие в България
Предаванията на Disney Channel присъстват в българския ефир от 1991 – 1992 г. насам, като през 90-те игрални филми от програмата на канала се излъчват в съботното издание на предаването „Уолт дисни представя...“ по Канал 1. Съответно, анимационните сериали на „Дисни“ се излъчват в неделното издание. След като това предаване прекратява излъчване през 2001 г., филми и сериали от Disney Channel не се излъчват до 2003 – 2004 г., когато Канал 1 стартира ново предаване с наименование „Дисни“. Там се излъчват единствено анимационни сериали („Легенда за Тарзан“, „Лило и Стич“, „Отбор Гуфи“, „Ким Суперплюс“). Някои оригинални ТВ филми на Disney Channel са излъчени по същото време в редовната програма на Канал 1. На 1 януари 2006 г. предаването „Дисни“ е прекъснато, а заедно с него и излъчването на анимационните сериали на „Уолт Дисни“ в България. До 2006 г. всички излъчени анимационни сериали на „Дисни“ са със синхронен дублаж.
През 2007 г. по Нова телевизия е излъчен филмът „Училищен мюзикъл“. В края на 2008 г. отново започва излъчването на анимационни сериали на „Дисни“ (отново по Нова телевизия и по Джетикс), но новите преводи не са направени със синхронен дублаж. Същото важи и за стартиралите през януари 2009 г. по БНТ 1 сериали от Playhouse Disney – „Приключения с Мики Маус“ и „Моите приятели Тигъра и Мечо Пух“, също и за анимационните сериали на Дисни по bTV „Крякаща тайфа“, „Аладин“, „Новото училище на императора“, „Малката русалка“ и други. От 28 март 2009 г. по БНТ1 започва и излъчването на два комедийни сериала от Disney Channel всяка събота: „Хана Монтана“ и „Магьосниците от Уейвърли Плейс“.
На 26 май 2009 г. Компанията „Уолт Дисни“ публикува съобщение, според което до края на годината Джетикс ще бъде преименуван на Disney Channel в пет страни в Източна Европа, сред които и България. След промяната каналът ще включва всички основни програми на „Дисни“, както и блокът за по-малки деца „Playhouse Disney“. По-късно, на 2 август, става ясно, че каналът ще стартира на български език на 19 септември 2009 г.

## Филмите и сериалите по Disney Channel (Румъния и България)
Заглавията, озвучени на български език са отбелязани с *

### Сериали на Дисни
- Violetta * (Александра Аудио)
- Уондър (Александра Аудио)
- Тайните на Гравити Фолс * (Александра Аудио)
- Монстър Бастър Клъб*
- В групата съм* (студио Доли)
- Джонас* (студио Доли)
- Зик и Лутър * (Медия линк, от втори сезон на студио Доли)
- Ким Суперплюс * (Александра Аудио)
- Корабните приключения на Зак и Коди * (Александра Аудио)
- Късмет Чарли* (студио Доли)
- Лудориите на Зак и Коди * (Медия линк)
- Магьосниците от Уейвърли Плейс * (Медия линк, от трети сезон на студио Доли)
- Съни на алеята на славата * (Медия линк / втори сезон с дублаж на Александра Аудио)
- Хана Монтана * (Александра Аудио)
- Щурият Бутовски * (Александра Аудио)
- Нини
- Крале по неволя *
- Риби тийнейджъри *(студио Доли)
- Раздвижи се * (Александра Аудио)
- Джеси * (студио Доли)
- Фермата ГОТ * (студио Доли)
- Куче с блог * (студио Доли)
- Остин и Али * (студио Доли)
- H2O *(Медия линк)
- Бавачката ми е вампир
- Кейси под прикритие *
- Русалките от Мако * (Александра Аудио)
- Бини и призрака
- Лив и Мади * (Александра Аудио)
- Лятна ваканция * (Александра Аудио)
- Хрониките на „Евърмур“ *
- Стридок*
- 7 Д *
- Междузвездни войни: бунтовниците
- Райли в големия свят *
- ЛолиРок * (Александра Аудио)
- Принцеса Бътърфлай в битка със силите на злото * (Александра Аудио)
- Soy Luna
- Групата на Алекс * (Александра Аудио)
- Мега-чудесата на Калинката и Черният котарак * (Александра Аудио)
- Рицар по неволя * (Александра Аудио)
- Шеметен бяг *
- Не бях аз *
- Хатълей и духове  *
- Домът на Рейвън  *
- Най-добри приятели завинаги *
- Клонинги в мазето- специални части  *

### Филмите на Дисни
- Опашати лъжи
- Плажен тийн филм 2
- Плажен тийн филм
- Радио Бунтар
- Лимонадената банда
- Късмет Чарли! - Филмът
- Магьосниците от Уевърли Плейс: Филмът
- Невероятното приключение на Шарпей
- Принц Смотльо
- Кемп Рок
- Кемп Рок 2: Последният концерт
- Скачай
- Училищен мюзикъл
- Училищен мюзикъл 2
- Финиъс и Фърб: Отвъд второто измерение
- 16 желания
- Близньосници
- Близньсници 2
- Бавачката ми е вампир – Филмът
- Гимназия Авалон
- Кралицата на бала
- Потомци
- Нека да блести
- Лов на чудовища
- Хелоуин Таун
- Хелоуин Таун 2
- Наследниците
- Клауд 9

### Филмите и анимациите по Disney Junior
- Майстор Мани * (студио Доли)
- Приключения с Мики Маус * (БНТ, заменя се с нов дублаж на Александра Аудио)
- Кръстовище в Джунглата * (студио Доли)
- Усмихнати умници* (студио Доли)
- Специален агент Осо * (студио Доли)
- Джейк и пиратите от Невърленд * (студио Доли)
- Мук *
- София Първа * (Александра Аудио)
- Док Макплюшинс *
- Бутикът за панделки на Мини *
- Малки Айнщайнчета
- Пижа-маски